# Comuna Nedașkî, Malîn
Nedașkî (în ucraineană Недашківська сільська рада) este o comună în raionul Malîn, regiunea Jîtomîr, Ucraina, formată din satele Nedașkî (reședința), Vîșneanka și Zelenîi Hai.

## Demografie
Componența lingvistică a comunei Nedașkî
     Ucraineană (97,16%)
     Rusă (2,13%)
     Alte limbi (0,56%)
Conform recensământului din 2001, majoritatea populației comunei Nedașkî era vorbitoare de ucraineană (97,16%), existând în minoritate și vorbitori de rusă (2,13%).